# Dicée olivâtre
Espèce
Le Dicée olivâtre (Dicaeum minullum) est une espèce de passereaux placée dans la famille des Dicaeidae.

## Description
C'est un très petit oiseau trapu de 9 cm de longueur, avec une queue courte, un bec court, épais et recourbé et à la langue tubulaire. Il a un dos olive.

## Alimentation
Sa langue tubulaire montre l'importance de nectar dans son régime alimentaire, bien qu'il se nourrisse également de baies, d'araignées et d'insectes. 

## Reproduction
La femelle pond deux ou trois œufs dans un nid suspendu comme un sac à un arbre ou un buisson. 

## Habitat
Il vit à l'orée des bois, dans les champs et les arbres isolés, souvent dans des régions montagneuses.

## Taxonomie
Pour certains ornithologistes, c'est une sous-espèce de Dicée concolore (Dicaeum concolor).

## Répartition et sous-espèces
Selon la classification de référence du Congrès ornithologique international (15.1, 2025) il se répartit en cinq sous-espèces (ordre phylogénique) :
- Dicaeum minullum olivaceum Walden, 1875 — de l'est de l'Himalaya à travers le sud de la Chine et l'Indochine ;
- Dicaeum minullum minullum Swinhoe, 1870 — Hainan ;
- Dicaeum minullum uchidai Kuroda, 1920 — Taïwan ;
- Dicaeum minullum borneanum Lönnberg, 1925 — péninsule Malaise, Sumatra, îles Natuna et Bornéo ;
- Dicaeum minullum sollicitans Hartert, 1901 — Java, Madura et Bali.